# Sporty wodne

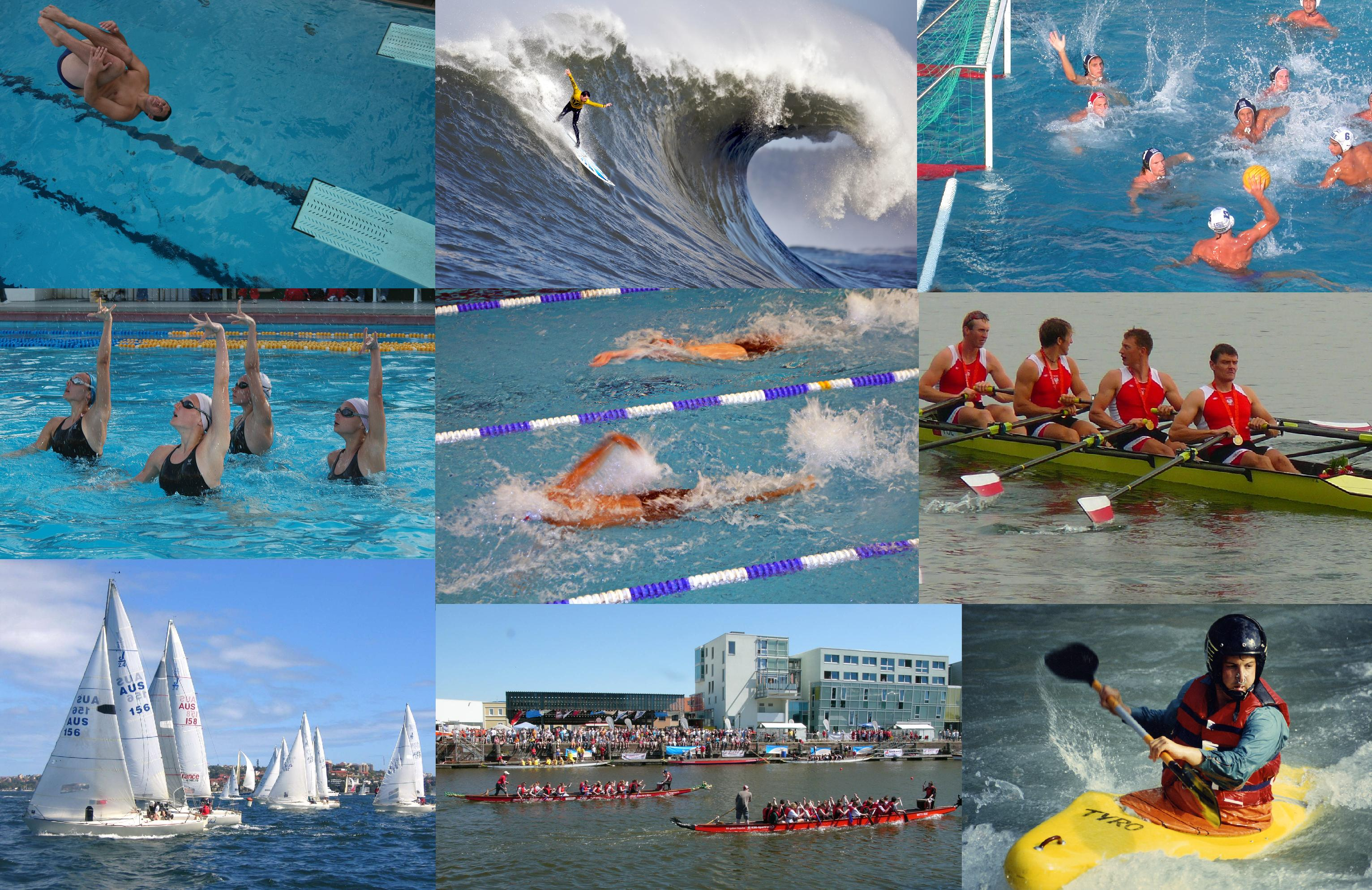
Sporty wodne

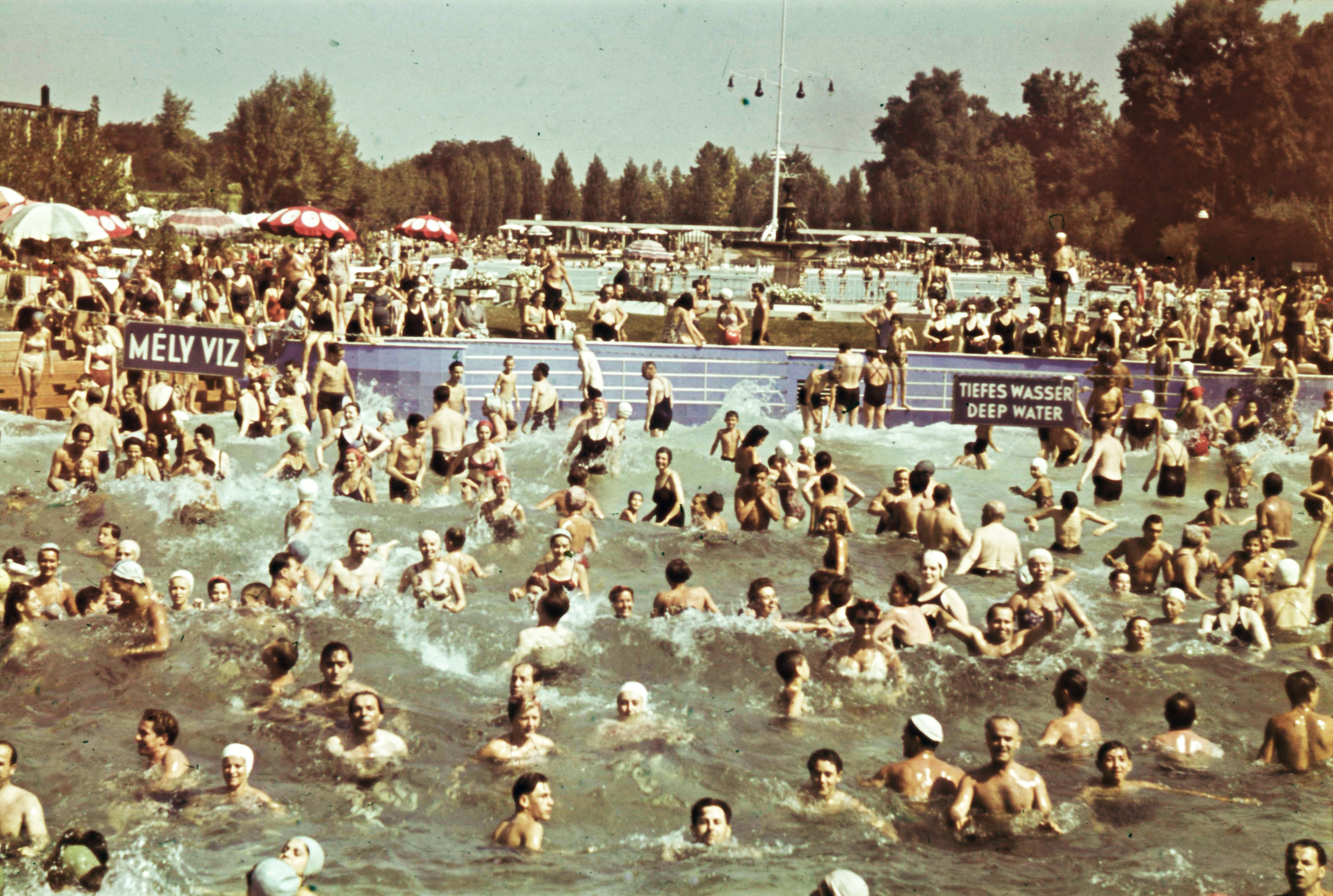
Basen na Wyspie Małgorzaty w Budapeszcie w 1939

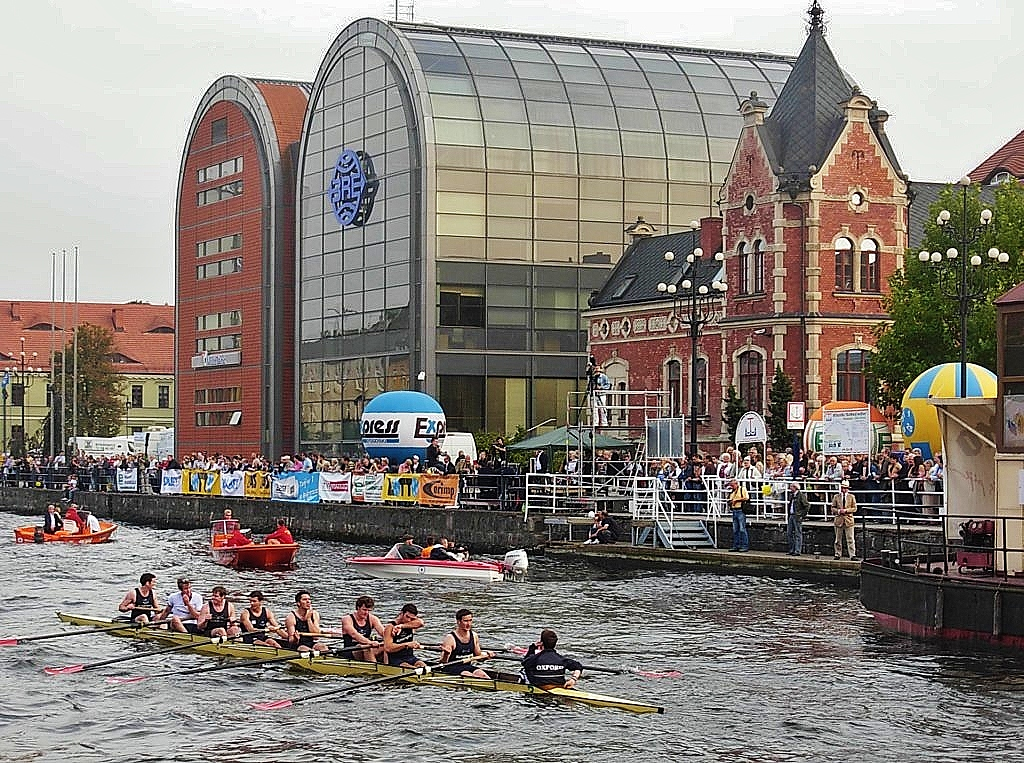
Wioślarze Uniwersytetu Oxford podczas Wielka Wioślarska o Puchar Brdy w Bydgoszczy

Sporty wodne — dyscypliny sportowe, uprawiane na lub w wodzie.

## Akweny
Niektóre ze sportów wodnych, ze względu na ich charakter, są ściśle związane z określonym typem akwenów. Najczęściej jednak mamy do czynienia z kilkoma odmianami poszczególnych dyscyplin, dostosowanymi do różnych typów środowisk wodnych. Dotyczy to w szczególności sportów, których idea oparta jest na sprzęcie wodnym. Dostosowuje się więc parametry sprzętu, do panujących na akwenach warunków, tworząc tym samym różne odmiany danej dyscypliny. Przykładowo: pod względem wymaganego sprzętu, jak i zasobu wiedzy i doświadczenia, inaczej wygląda żeglarstwo pełnomorskie, a inaczej śródlądowe; mimo że obie odmiany oparte są na tych samych podstawach.
Ze względu na typ wyróżnimy więc akweny otwarte i zamknięte (wśród nich znajdziemy naturalne i sztuczne):
- morza i oceany,
- jeziora i zalewy,
- rzeki i kanały,
- baseny i aquaparki.

Sporty wodne w większości oparte są na dogodnych warunkach termicznych. Wykorzystujemy do ich uprawiania najczęściej ciepłe, letnie miesiące, ciesząc się wysoką temperaturą powietrza i wody. Jednak do takich warunków, sporty wodne się nie ograniczają. Najczęściej ich „zimniejsze” odmiany nazywane są ekstremalnymi. Faktem jest jednak, że sport uprawiany jest w środowisku wodnym przez cały rok, nie tylko latem, ale również w chłodniejszych miesiącach wiosennych, jesiennych oraz zimowych. Niektóre z dyscyplin, wręcz wymagają bardziej srogich warunków niż palące słońce i ciepła woda. Przykładowo: do uprawiania windsurfingu potrzebny jest dość silny wiatr (od 3 do 8 stopni w skali Beauforta). Jest on niezbędny do uprawiania tego sportu. Mniejsze natomiast znaczenie ma temperatura powietrza i wody, która może osiągać wartości poniżej 10 °C. Istotą niektórych odmian tego sportu jest duże zafalowanie powierzchni wody. Natomiast w przypadku kajakarstwa górskiego istotą akwenu jest jego spadzistość i duży pęd wody. W przeciwieństwie do większości sportów wodnych, nurkowanie odbywa się pod jej powierzchnią. Kluczowymi cechami w przypadku tego sportu jest czystość wody oraz atrakcyjność fauny, flory i dna zbiornika wodnego. Podsumowując – w zależności od dyscypliny i odmiany sportu, istotnymi cechami akwenów dla sportów wodnych są:
- temperatura powietrza i wody,
- wietrzność,
- zafalowanie lub jego brak,
- spadzistość i nurt wody,
- czystość środowiska,
- atrakcyjność krajobrazowa.

## Wyposażenie
Praktycznie żadna dyscyplina sportów wodnych nie obywa się bez specjalnego wyposażenia – osprzętu. Relatywnie najmniejszego zaangażowania sprzętu wymagają sporty pływackie, chociaż i tu w wersji wyczynowej oprócz stroju kąpielowego przyda się parę akcesoriów: czepek, okulary pływackie, kremy zmniejszające tarcie, osprzęt pomiarowy. Nie bez znaczenia pozostaje również w tym przypadku profesjonalnie wyposażony basen. Większość sportów wodnych wymaga jednak sporej ilości sprzętu, głównie w postaci jednostek pływających: łodzie, żaglówki, katamarany, deski, kajaki, pontony. Ich częściami składowymi są elementy napędowe (silniki, pędniki, wiosła, latawce) oraz wyposażenia dodatkowego. W poszczególnych dyscyplinach, niezbędnymi składnikami są również elementy wyposażenia osobistego: pianka neoprenowa, suchy kombinezon, kask, kamizelka asekuracyjna, płetwy, maska.

## Dyscypliny
Poniższa lista podzielona została na kategorie bazujące na ich relacji z wodą:

### Uprawiane w wodzie
- pływanie (wliczając pływanie w basenach, jak i w środowisku naturalnym) także jako konkurencja w wielobojach:
  - triathlonie
  - pięcioboju nowoczesnym
- skoki do wody
- piłka wodna
- pływanie synchroniczne
- aerobik w wodzie (rekreacyjnie)
- gimnastyka w wodzie (rekreacyjnie)
- sportowe ratownictwo wodne (w części konkurencji odbywających się bez udziału łodzi ratowniczych)
- snorkeling

### Uprawiane pod wodą
- nurkowanie
- freediving
- hokej podwodny
- rugby podwodne

### Sporty wodne powierzchniowe
- kajakarstwo
- wioślarstwo
- żeglarstwo
- surfing
- windsurfing
- kitesurfing
- sporty motorowodne
- flowboarding (surfing halowy na sztucznej fali)
- wakeboarding
- narciarstwo wodne
- smocze łodzie
- bodyboard
- wędkarstwo
- paralotniarstwo (z napędem w postaci motorówki)
- rafting
- skimboarding
- canoeing
- pływanie skuterem wodnym (jet ski)
- flyboarding
- Kajak-polo